# VSmart Active 1
VSmart Active 1 và VSmart Active 1+ (gọi tắt là Active 1 và Active 1+) là 2 điện thoại di động thông minh được thiết kế, phát triển và giới thiệu ra thị trường ngày 14 tháng 12 năm 2018 tại trung tâm thương mại Landmark 81 bởi VinSmart, một thành viên của Tập đoàn Vingroup. Đây là 2 trong số 4 mẫu sản phẩm đầu tiên của công ty này, những sản phẩm do VinSmart sử dụng bản quyền sở hữu trí tuệ từ BQ, một công ty sản xuất thiết bị truyền thông thành lập năm 2010 tại Tây Ban Nha.

## Nhà sản xuất và tập đoàn
Công ty cổ phần nghiên cứu và sản xuất VinSmart được thành lập ngày 12/6/2018 trên cơ sở nhà máy sản xuất tại tổ hợp sản xuất ô tô VinFast thuộc khu kinh tế Đình Vũ – Cát Hải, Hải Phòng, Việt Nam động thổ từ 2017.

## Thiết kế
Thiết kế của VSmart Active 1 được cho là khá giống với Aquaris X2 Pro của BQ.

## Màu sắc
VSmart Active 1: Màu trắng và màu đen
VSmart Active 1+: Màu đen, màu xanh và màu hồng

## Thông số kỹ thuật

### Phần cứng
Cả Active 1 và Active 1+ đều có bộ xử lý trung tâm dùng SoC với vi xử lý Snapdragon 660 của Qualcomm tích hợp xử lý đồ họa Adreno 512, vốn là chip khá hiệu quả cho điện thoại thông minh tầm trung, bộ nhớ trong 64 GB.
| Tham số                             | VSmart Active 1                                        | VSmart Active 1+                                       |
| ----------------------------------- | ------------------------------------------------------ | ------------------------------------------------------ |
| Hình                                |                                                        |                                                        |
| Màn hình                            | IPS LCD 5,65                                           | IPS LCD 6,18 Gorilla Glass                             |
| Camera trước                        | 8MP, flash LED, f/2.0                                  | 20MP, flash LED, f/2.0                                 |
| Camera sau                          | 12 MP f/1.8 + 5MP, quay phim 4K                        | 12MP f/1.8 + 24MP, quay phim 4K, Flash LED             |
| Chíp xử lý                          | SnapDragon 660 4 Kyro 260 2.2 GHz + 4 Kyro 260 1.8 GHz | SnapDragon 660 4 Kyro 260 2.2 GHz + 4 Kyro 260 1.8 GHz |
| Chíp đồ họa                         | Adreno 512                                             | Adreno 512                                             |
| RAM                                 | 4 GB                                                   | 6 GB                                                   |
| ROM                                 | 64 GB                                                  | 64 GB                                                  |
| Wi-Fi                               | 802.11 b/g/n/ac, băng tần kép 2.4 GHz/ 5GHz            | 802.11 b/g/n/ac, băng tần kép 2.4 GHz/ 5GHz            |
| Bluetooth                           | 5                                                      | 4.2                                                    |
| Pin                                 | Ion Lithi 3100 mAh, Quick Charge 3.0                   | 3650 mAh, Quick Charge 3.0                             |
| Kích thước (mm) (Cao x Ngang x Dày) | 150,8 x 72,3 x 8,25                                    | 156,1 x 76 x 7,95                                      |
| Trọng lượng                         | 169 g                                                  | 180 g                                                  |
| Màu vỏ                              | Trắng, đen                                             | Đen,xanh, hồng                                         |

## Giá cả
| Tên gọi   | Giá giai đoạn 1 (cả VAT) | Giá giai đoạn 2 (cả VAT) |
| --------- | ------------------------ | ------------------------ |
| Active 1  | 4.990.000                | 5.290.000                |
| Active 1+ | 6.290.000                | 6.590.000                |

Nguồn: VinGroup.